# Freie Evangelisch-Lutherische Synode in Südafrika
| Freie Evangelisch-Lutherische Synode in Südafrika | Freie Evangelisch-Lutherische Synode in Südafrika                                     |
| Basisdaten                                        | Basisdaten                                                                            |
| ------------------------------------------------- | ------------------------------------------------------------------------------------- |
| Leitender Geistlicher:                            | Bischof Helmut Paul                                                                   |
| Mitgliedschaft:                                   | Internationaler Lutherischer Rat                                                      |
| Gemeinden:                                        | 17 Kirchgemeinden                                                                     |
| Gemeindeglieder:                                  | 2827                                                                                  |
| Anschrift:                                        | 15 Greenwood Road Broughton (Pietermaritzburg) 3201 P.O. Box 21559, Mayors Walk, 3208 |
| Internetauftritt:                                 | Freie Evangelisch-Lutherische Synode in Südafrika                                     |

Die Freie Evangelisch-Lutherische Synode in Südafrika ist eine Evangelisch-Lutherische Kirche in Südafrika, die von deutschen Auswanderern im 19. Jahrhundert gegründet wurde.

## Geschichte
Die Entstehung der Freien Evangelisch-Lutherischen Synode in Südafrika ist verbunden mit der Erweckungsbewegung um Ludwig Harms aus Hermannsburg. Neben Missionaren wurden auch Handwerker und Landwirte ausgesandt, um die missionarische Arbeit unter der einheimischen Bevölkerung zu unterstützen. Diese Kirche wurde am 13. September 1892 gegründet und ist die älteste unabhängige lutherische Kirche Südafrikas. Sie ist durch die Jahrzehnte der Missionsarbeit der Lutherischen Kirchenmission (Bleckmarer Mission) e.V. verbunden geblieben und hat während der Zeit des Nationalsozialismus und des Zweiten Weltkriegs die Missionsarbeit zeitweise ganz übernommen.

## Struktur
Geleitet wird die Kirche vom Synodalrat unter dem Vorsitz von Bischof Helmut Paul.

## Weblink
- Freie Evangelisch-Lutherische Synode in Südafrika – offizieller Internetauftritt